# ジェイレン・サッグス
- ジェイレン・サグス

ジェイレン・ラション・サッグス（Jalen Rashon Suggs, 2001年6月3日 - ）は、アメリカ合衆国ミネソタ州セントポール出身のプロバスケットボール選手。NBAのオーランド・マジックに所属している。ポジションはシューティングガードまたはポイントガード。

## 経歴

### 生い立ち
ミネソタ州セントポールで生まれ育つ。歩けるようになった頃からバスケットボールを始めていた。父親のラリーによって各地のバスケキャンプに連れて行かれ、7歳のときには1人でダラスのバスケキャンプに参加した。

### ハイスクール
地元のミネハハ・アカデミーに進学し、1年目に平均21.5得点、8リバウンド、5アシストの成績を記録。チームの州大会優勝に貢献した。2年目は平均16得点、9.2リバウンド、3.4アシストの成績を記録し、再びチームを州大会優勝に導いた。3年目は平均23.3得点、4.7リバウンド、6.3アシストの成績を記録し、チームを3年連続の州大会優勝に導いた。4年目は平均23.3得点、7.5リバウンド、3.9アシストの成績を記録したが、新型コロナウイルスの影響によりシーズンが途中で打ち切られた。またシーズンでの活躍が評価されマクドナルド・オール・アメリカン、ジョーダン・ブランド・クラシック、ナイキ・フープサミットに選出されていたが、コロナウイルスの影響で全て中止となった。

### リクルート
同世代の高校生ポイントガードの中ではケイド・カニングハムに次ぐ評価を受けており、ESPN、ライバルズ、247スポーツの主要3サイトからいずれも5つ星で評価された。ゴンザガ大学、フロリダ大学、フロリダ州立大学、アイオワ州立大学、ミネソタ大学などNCAAの多くの強豪チームからオファーを受け、最終的にゴンザガ大学への進学を決断した。また高校時代はバスケと並行してアメリカンフットボールもプレーしており、クォーターバックとして高い評価を受けていたが、大学ではバスケに専念することを明かした。
| 氏名 | 出身                                                                                | 高校 / 大学               | 身長               | 体重           | コミット日   |
| --- | ----------------------------------------------------------------------------------- | ------------------------- | ------------------ | -------------- | ------------ |
| ジェイレン・サッグス PG | セントポール                                                                        | ミネハハ・アカデミー (MN) | 6 ft 5 in (1.96 m) | 200 lb (91 kg) | 2020年1月3日 |
| ジェイレン・サッグス PG | リクルート スターレーティング: Scout: N/A Rivals: 247Sports: ESPN: ESPNグレード: 96 |                           |                    |                |              |
| 全リクルート順位: Rivals: 11 247Sports: 13 ESPN: 6 |                                                                                     |                           |                    |                |              |
| - 注意: 多くの場合、Scout、Rivals、247Sports、ESPNの間で身長、体重が一致しない可能性がある。 - これらの場合、平均をとっている。ESPNグレードは100ポイントスケールに基づいている。 出典: - “2020 Team Ranking”. Rivals.com. 2021年3月22日閲覧。 |                                                                                     |                           |                    |                |              |

### カレッジ
2020年11月25日のカンザス大学戦でNCAAデビューを果たし、24得点を記録してチームの勝利に貢献した。12月20日のアイオワ大学戦でシーズンハイとなる27得点を記録した。この年チームはシーズン無敗の好成績を残し、第1シードとして2021年NCAA男子バスケットボールトーナメントに出場。トーナメントでも順当に勝ち上がる。UCLAとの準決勝は接戦となり、オーバータイムの残り3秒で90-90の同点に追い付かれたが、直後に自身がハーフコートに近い位置からブザービーターの3ポイントシュートを沈め、チームを勝利に導いた。準決勝でのブザービーターの勝利は1977年以来となった。1976年のインディアナ大学以来となるシーズン無敗での優勝に挑んだ決勝ではベイラー大学と対戦。サッグスはチーム最多の22得点を記録したが、チームは相手の強固なディフェンスに終始苦戦し、86-70で敗戦。優勝はならなかった。シーズン終了後に2021年のNBAドラフトにアーリーエントリーを表明した。

### オーランド・マジック
2021年のNBAドラフトにて全体5位でオーランド・マジックから指名され、8月3日にルーキー契約を結んだ。10月20日のサンアントニオ・スパーズ戦でNBAデビューを果たして10得点、1リバウンド、1アシスト、1スティールを記録したが、チームは97-123で敗れた。11月29日のフィラデルフィア・76ers戦で右親指を骨折する怪我を負い、20試合の欠場を余儀なくされた。
2022年11月18日のシカゴ・ブルズ戦で決勝点となる3ポイントシュートを含む20得点、5リバウンド、8アシスト、1スティール、1ブロックを記録し、チームは108-107で辛勝した。 
2024年1月5日のデンバー・ナゲッツ戦でキャリアハイとなる27得点を含む4リバウンド、1アシスト、1ブロックを記録し、チームは122-120で辛勝した。このシーズンはNBAオールディフェンシブセカンドチームに選出され、プレーオフ進出に貢献した。なお、マジックの選手がオールディフェンシブチームに選出されたのは2012年のドワイト・ハワード以来、12年ぶりであった。

## 人物
元NBA選手のエディー・ジョーンズと元NFL選手のテレル・サッグス、NBA選手のタイリース・ハリバートンは従兄にあたる。
NBA入り前の2021年にアディダスとシューズ契約を結んだ。
ルイジアナ州立大学の女子バスケットボールチームに所属するヘイリー・バン・リスと交際している。

## 個人成績

### NBA

#### レギュラーシーズン
| シーズン | チーム | GP  | GS  | MPG  | FG%  | 3P%  | FT%  | RPG | APG | SPG | BPG | PPG  |
| -------- | ------ | --- | --- | ---- | ---- | ---- | ---- | --- | --- | --- | --- | ---- |
| 2021–22  | ORL    | 48  | 45  | 27.2 | .361 | .214 | .773 | 3.6 | 4.4 | 1.2 | .4  | 11.8 |
| 2022–23  | ORL    | 53  | 19  | 23.5 | .419 | .327 | .723 | 3.0 | 2.9 | 1.3 | .5  | 9.9  |
| 2023–24  | ORL    | 75  | 75  | 27.0 | .471 | .397 | .756 | 3.1 | 2.7 | 1.4 | .6  | 12.6 |
| 2024–25  | ORL    | 35  | 35  | 28.6 | .410 | .314 | .882 | 4.0 | 3.7 | 1.5 | .9  | 16.2 |
| 通算     | 通算   | 211 | 174 | 26.4 | .419 | .329 | .779 | 3.3 | 3.3 | 1.3 | .6  | 12.3 |

#### プレーオフ
| シーズン | チーム | GP | GS | MPG  | FG%  | 3P%  | FT%  | RPG | APG | SPG | BPG | PPG  |
| -------- | ------ | -- | -- | ---- | ---- | ---- | ---- | --- | --- | --- | --- | ---- |
| 2024     | ORL    | 7  | 7  | 33.2 | .402 | .292 | .767 | 5.1 | 3.3 | 1.3 | .4  | 14.7 |
| 通算     | 通算   | 7  | 7  | 33.2 | .402 | .292 | .767 | 5.1 | 3.3 | 1.3 | .4  | 14.7 |

### カレッジ
| シーズン | チーム   | GP | GS | MPG  | FG%  | 3P%  | FT%  | RPG | APG | SPG | BPG | PPG  |
| -------- | -------- | -- | -- | ---- | ---- | ---- | ---- | --- | --- | --- | --- | ---- |
| 2020–21  | ゴンザガ | 30 | 30 | 28.9 | .503 | .337 | .761 | 5.3 | 4.5 | 1.9 | .3  | 14.4 |